# 博讷夫尔
博讷夫尔（法語：Bonnœuvre，法語發音：[bɔnœvʁ]）是法国大西洋卢瓦尔省的一个旧市镇，属于沙托布里扬-昂斯尼区。2018年，博讷夫尔与临近的5个市镇合并为新市镇瓦隆德莱德尔（Vallons de l'Erdre）。

## 地理
博讷夫尔（47°31'39"N, 1°14'10"W）面积15.66 平方千米，位于法国卢瓦尔河地区大区大西洋卢瓦尔省，该省份为法国西北部沿海省份，位于布列塔尼半岛东南部，北起伊勒-维莱讷省，西北接莫尔比昂省，西临大西洋，南至旺代省，东临曼恩-卢瓦尔省。
与博讷夫尔接壤的市镇（或旧市镇、城区）包括：圣叙尔皮斯德朗德、帕讷塞、莫米松、里亚耶、圣马尔拉雅耶。

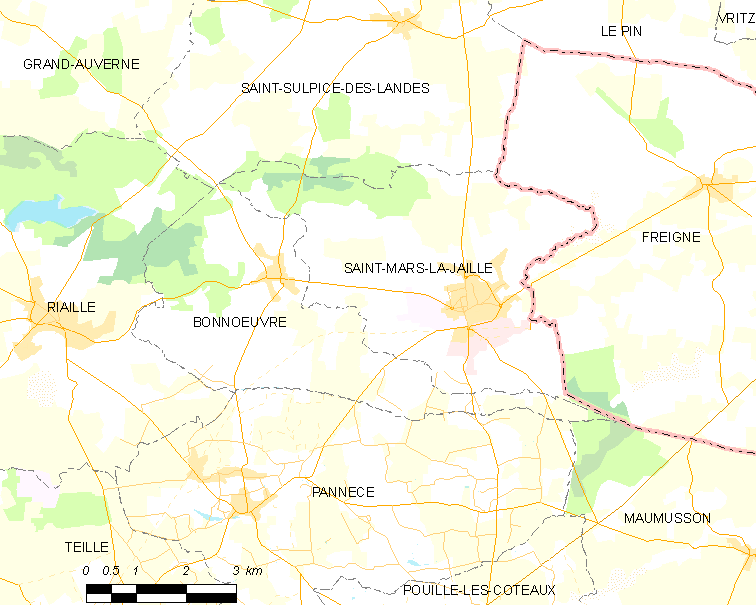
博讷夫尔的OSM定位图

博讷夫尔的时区为UTC+01:00、UTC+02:00（夏令时）。

## 行政
博讷夫尔的邮政编码为44540，INSEE市镇编码为44017。

## 政治
博讷夫尔所属的省级选区为昂斯尼-圣热雷翁县。

## 人口

1962-2008年间博讷夫尔人口变化图示

博讷夫尔于2018年1月1日时的人口数量为559人。